# コツメカワウソ
コツメカワウソ（小爪獺、学名: Aonyx cinerea）は、哺乳綱食肉目イタチ科ツメナシカワウソ属に分類される、カワウソの一種。東南アジア、中国大陸南部、南アジアに棲息する。

## 分布
インド、インドネシア（ジャワ島、スマトラ島、ボルネオ島）、カンボジア、タイ王国、中華人民共和国南部、ネパール、バングラデシュ、フィリピン（パラワン島）、ブータン、ベトナム、マレーシア、ミャンマー、ラオス。シンガポールや香港では絶滅したと考えられている。
模式標本の産地（基準産地・タイプ産地・模式産地）はジャワ。

## 形態
頭胴長（体長）41 - 64センチメートル。尾長25 - 35センチメートル。体高20センチメートル。体重2.7 - 5.4キログラム。カワウソの中では最も小型の種類である。背面は灰褐色や薄黒褐色で、喉は白や灰白色。種小名はラテン語で「灰」の意があるcinerに由来し、本種の毛色に由来する。
指趾には、名前の由来となった非常に小型の爪がある。足幅は狭く、水掻きは指趾の最後の関節まで達する。
染色体数は2n = 38。

## 分類
本種のみで、コツメカワウソ属Amblonyxを構成する説もある。
1998年に発表されたイタチ科17種の最尤法を用いたミトコンドリアDNAのシトクロムbの分子系統解析では、ツメナシカワウソ類とは5百万年前に分岐したという解析結果が得られている。
以下の亜種の分類・分布は、斉藤ら(1991)に従う。
Aonyx cinerea cinerea (Illiger, 1815)
インドネシア、ベトナム、マレーシア
Aonyx cinerea concolor (Rafinesque, 1832)
インド、ミャンマー。模式標本の産地はアッサム（インド北東部）。
Aonyx cinerea nirnai (Pocock, 1940)
インド南部
飼育下ではビロードカワウソと属間雑種を形成した例が報告されている。

## 生態
標高2,000メートル以下にある、河川や沼地、海岸、マングローブ林、水田などに生息する。マレー半島ではビロードカワウソが湖や池に主に生息するのに対し本種は小河川や渓流、東南アジアではスマトラカワウソが利用しない水田などの小規模な水場を利用する。昼行性であるが、水田などの人間の多い環境では夜間に活動する。他の動物が放棄した巣や、植生の深い場所などを利用して休む。家族群を形成し生活する。ペアは長期的に持続し、メスが優位に立つ。12種類以上の鳴き声を使い分けていると考えられている。ほかのカワウソ類と比較すると、水中よりも陸上で過ごすことが多い。
甲殻類、貝類、昆虫、魚類、爬虫類などを食べる。同所的に分布するスマトラカワウソやビロードカワウソやユーラシアカワウソと比較すると、本種は主に甲殻類を食べる（他種は主に魚類を食べる）。主に浅い水辺で狩りを行い、前足で泥や石の下を掘って獲物を探る。エネルギーの消費が激しく、1日の半分を餌の捕獲に費やし、体重の20％に相当する餌量を必要とする。
繁殖様式は胎生。周年繁殖し、発情間隔は24 - 30日。発情期間は3日間。妊娠期間は60 - 64日。1回に1 - 6頭の幼獣を産み、年に2回繁殖することもある。授乳期間は2か月半から3か月。幼獣は生後40日で開眼し、生後9週間で泳げるようになる。生後2 - 3年で性成熟する。飼育下での寿命は15年に達することもある。

## 人間との関係
マレーシアでは飼い慣らされた本種が漁業に利用されることもある。また、生息地以外の動物園や水族館で、または家庭のペットとして飼育されている。
また、水田を荒らす害獣とみなされることもある。
農地開発や森林伐採による生息地の破壊や水質汚濁およびそれらによる獲物の減少、毛皮用の狩猟などにより生息数は減少している。1977年にカワウソ亜科単位でワシントン条約附属書IIに、2019年にワシントン条約附属書Iに掲載されている。これにより国際的な商取引は規制され、生息地では保護の対象とされているが、密猟・密輸が横行していると考えられている。日本の動物カフェで飼育されている個体は海外で密猟された個体との関連があることがDNA研究で指摘されている。2023年現在、過去30年に亘っての捕獲の結果、生息数は30％減少したとされる。
飼育の際は、ビタミン補給のため生餌が必須で、キャットフードのみは病気を引き起こす原因となる。またストレス回避のため、風呂場やプールでなく、最低でも12㎡の水場が必要で、自然を模した複雑な水辺環境と広大な陸場も不可欠である。そして雑菌の繁殖防止のため、毎日の水替えで月の水道代は10万円以上かかる。さらにペットで飼育される場合、腎結石や肺炎、ストレスによる脱毛や自傷行為が確認され、病気対応ができる獣医師は日本国内に殆どいないのが現状である。

## 画像

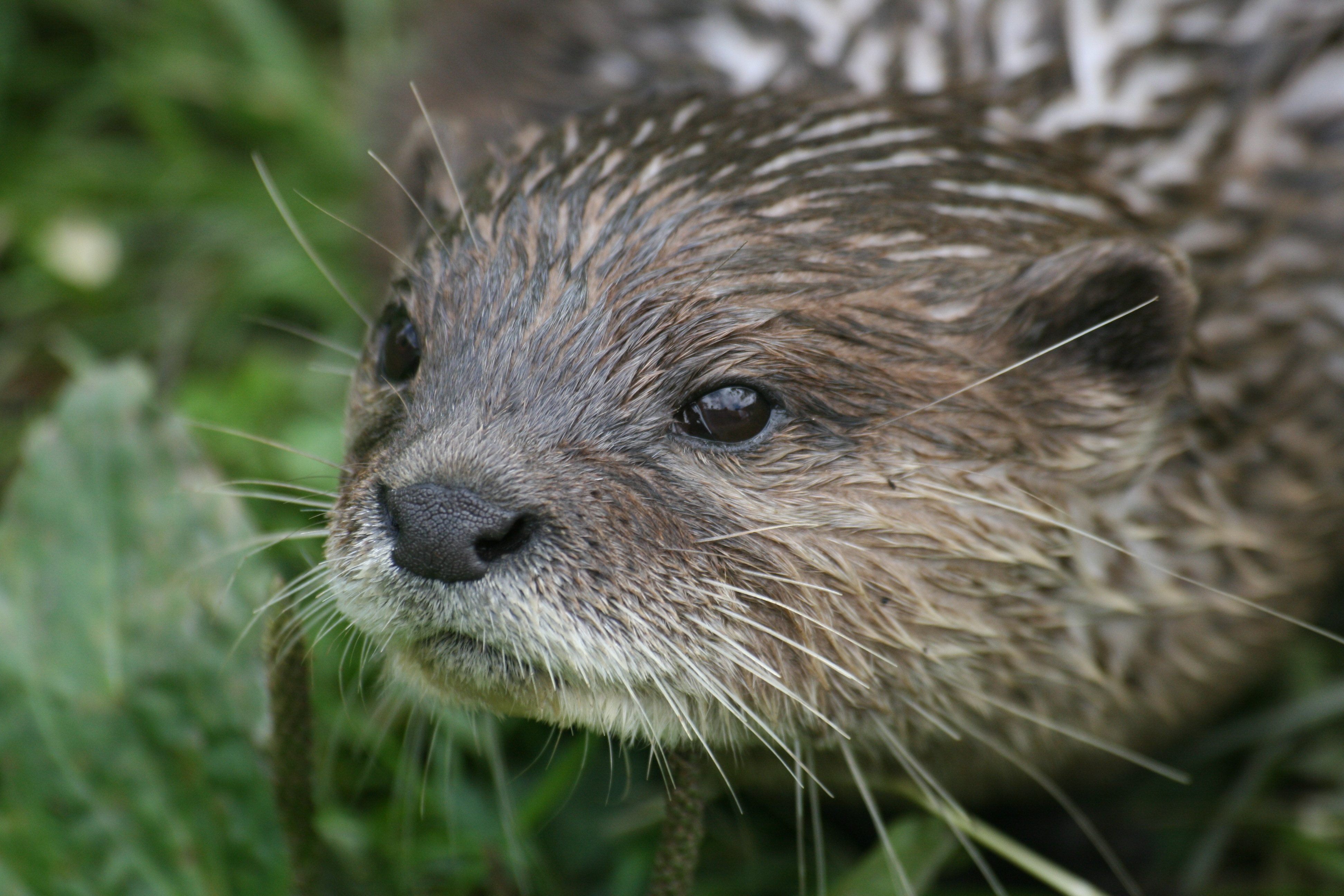
頭部